# Kirkjufellsfoss
Kirkjufellsfoss är ett vattenfall i republiken Island. Det ligger i regionen Västlandet, i den västra delen av landet. 
Vattenfallet ligger 1,5 km söder om  som ger den dess namn och 2,5 km väster om staden Grundarfjörður på halvön Snæfellsnes norra kust. Kirkjufellsá faller i två etapper med totalt 16 meter. Kort därefter rinner den ut i en vik i fjorden Grundarfjörður. Viken har nästan stängts av sedan 1986 av en dammbyggnad över vilken Snæfellsnesvegur S54 löper. Den gamla bron från 1955 står fortfarande kvar ovanför vattenfallet.